# Scottish League Challenge Cup 2021/22
Der Scottish League Challenge Cup wird 2021/22 zum insgesamt 30. Mal ausgespielt. Der schottische Fußballwettbewerb, der offiziell als SPFL Trust Trophy ausgetragen wird, soll am 10. August 2021 beginnen und am 2. oder 3. April 2022 enden. Am Wettbewerb nehmen 50 Vereine teil: 30 Vereine aus der Scottish Professional Football League, 12 U-21-Mannschaften der Klubs aus der Scottish Premiership, sowie jeweils vier Vereine aus der Highland und Lowland Football League. Titelverteidiger sind die beide Finalisten aus der Saison 2019/20 Inverness Caledonian Thistle und die Raith Rovers. Im diesjährigen Endspiel trafen die Raith Rovers und Queen of the South aufeinander. Die Rovers erreichten zum dritten Mal das Finale nach 2014 und 2020. Queen of the South nach 1998, 2003 und 2011 zum vierten Mal. Die Rovers gewannen das Finale mit 3:1 und damit zum dritten Mal den Challenge Cup.

## Termine
| Runde         | Datum                           | Spiele | Vereine | Neueinstiege |
| ------------- | ------------------------------- | ------ | ------- | ------------ |
| 1. Runde      | 10.–17. August 2021             | 18     | 50 → 32 | 36           |
| 2. Runde      | 31. August – 14. September 2021 | 16     | 32 → 16 | 14           |
| 3. Runde      | 6. – 27. Oktober 2021           | 8      | 16 → 8  | keine        |
| Viertelfinale | 30. November/1. Dezember 2021   | 4      | 8 → 4   | keine        |
| Halbfinale    | 1./2. März 2022                 | 2      | 4 → 2   | keine        |
| Finale        | 3. April 2022                   | 1      | 2 → 1   | keine        |

## 1. Runde
Die 1. Runde wurde am 6. Juli 2021 ausgelost. Ausgetragen wurden die Begegnungen am 10. und 11. August 2021.

### Region Nord
| Datum                      |                          | Ergebnis   |                       |
| -------------------------- | ------------------------ | ---------- | --------------------- |
| 10. August 2021, 19:45 BST | Brora Rangers            | 0:1        | FC Aberdeen U-21      |
| 10. August 2021, 19:45 BST | FC East Fife             | 1:0        | FC St. Johnstone U-21 |
| 10. August 2021, 19:45 BST | Forfar Athletic          | 1:0        | Formartine United     |
| 10. August 2021, 19:30 BST | FC Fraserburgh           | 0:1        | FC Cowdenbeath        |
| 10. August 2021, 19:45 BST | Hibernian Edinburgh U-21 | 1:2        | Elgin City            |
| 10. August 2021, 19:30 BST | FC Stenhousemuir         | 3:0        | Dundee United U-21    |
| 11. August 2021, 19:45 BST | FC Dundee U-21           | 1:2        | FC Peterhead          |
| 11. August 2021, 20:00 BST | Brechin City             | 1:3        | Buckie Thistle        |
| —                          | Ross County U-21         | 10:3 (W) 1 | Stirling Albion       |

### Region Süd
| Datum                      |                     | Ergebnis        |                          |
| -------------------------- | ------------------- | --------------- | ------------------------ |
| 10. August 2021, 19:30 BST | FC Stranraer        | 23:0 (W) 2      | FC Motherwell U-21       |
| 10. August 2021, 19:45 BST | FC Queen’s Park     | 1:1 (5:4 i. E.) | Bonnyrigg Rose Athletic  |
| 10. August 2021, 19:45 BST | FC St. Mirren U-21  | 1:1 (3:0 i. E.) | Kelty Hearts             |
| 11. August 2021, 19:30 BST | FC Falkirk          | 3:0             | East Kilbride            |
| 11. August 2021, 19:45 BST | FC Broomhill        | 1:0             | FC Clyde                 |
| 11. August 2021, 19:45 BST | Celtic Glasgow U-21 | 2:0             | Annan Athletic           |
| 11. August 2021, 19:45 BST | FC Dumbarton        | 2:3             | Glasgow Rangers U-21     |
| 17. August 2021, 19:45 BST | Edinburgh City      | 0:1             | Heart of Midlothian U-21 |
| —                          | Livingston U-21     | 30:3 (W) 3      | Albion Rovers            |

## 2. Runde
Die 2. Runde wurde am 6. Juli 2021 ausgelost. Ausgetragen wurden die Begegnungen zwischen dem 31. August und 14. September 2021.

### Region Nord
| Datum                        |                              | Ergebnis        |                      |
| ---------------------------- | ---------------------------- | --------------- | -------------------- |
| 4. September 2021, 13:30 BST | FC Montrose                  | 1:0             | Stirling Albion      |
| 4. September 2021, 15:00 BST | FC Aberdeen U-21             | 1:1 (4:1 i. E.) | FC Arbroath          |
| 4. September 2021, 15:00 BST | Cove Rangers                 | 0:0 (4:2 i. E.) | FC Stenhousemuir     |
| 4. September 2021, 15:00 BST | FC Cowdenbeath               | 0:2             | Alloa Athletic       |
| 4. September 2021, 15:00 BST | Elgin City                   | 3:0             | Dunfermline Athletic |
| 4. September 2021, 15:00 BST | Inverness Caledonian Thistle | 4:0             | Buckie Thistle       |
| 4. September 2021, 15:00 BST | FC Peterhead                 | 0:1             | FC East Fife         |
| 4. September 2021, 15:00 BST | Raith Rovers                 | 1:0             | Forfar Athletic      |

### Region Süd
| Datum                         |                      | Ergebnis        |                          |
| ----------------------------- | -------------------- | --------------- | ------------------------ |
| 31. August 2021, 19:45 BST    | Hamilton Academical  | 3:2             | Heart of Midlothian U-21 |
| 3. September 2021, 19:45 BST  | FC Airdrieonians     | 1:1 (4:5 i. E.) | FC Queen’s Park          |
| 4. September 2021, 13:00 BST  | FC Stranraer         | 0:2             | Partick Thistle          |
| 4. September 2021, 13:30 BST  | Albion Rovers        | 6:0             | FC St. Mirren U-21       |
| 4. September 2021, 15:00 BST  | Celtic Glasgow U-21  | 1:3             | Greenock Morton          |
| 4. September 2021, 15:00 BST  | FC Kilmarnock        | 3:1             | FC Falkirk               |
| 5. September 2021, 14:00 BST  | Queen of the South   | 3:0             | FC Broomhill             |
| 14. September 2021, 19:30 BST | Glasgow Rangers U-21 | 13:0 (W) 1      | Ayr United               |

## 3. Runde
Die 3. Runde wurde am 7. Juli 2021 ausgelost. Ausgetragen sollen die Begegnungen zwischen dem 6. und 27. Oktober 2021 werden.
| Datum                       |                     | Ergebnis        |                              |
| --------------------------- | ------------------- | --------------- | ---------------------------- |
| 6. Oktober 2021, 19:45 BST  | Hamilton Academical | 2:0             | FC Aberdeen U-21             |
| 8. Oktober 2021, 19:45 BST  | FC Kilmarnock       | 3:1             | FC Queen’s Park              |
| 8. Oktober 2021, 19:45 BST  | Queen of the South  | 2:0             | Partick Thistle              |
| 9. Oktober 2021, 13:00 BST  | Raith Rovers        | 3:1             | FC East Fife                 |
| 9. Oktober 2021, 13:30 BST  | FC Montrose         | 0:0 (2:4 i. E.) | Greenock Morton              |
| 9. Oktober 2021, 14:00 BST  | Cove Rangers        | 4:1             | Albion Rovers                |
| 9. Oktober 2021, 14:00 BST  | Elgin City          | 2:4             | Inverness Caledonian Thistle |
| 27. Oktober 2021, 19:45 BST | Alloa Athletic      | 2:3             | Glasgow Rangers U-21         |

## Viertelfinale
Das Viertelfinale wurde am 7. Juli 2021 ausgelost. Ausgetragen wurden die Begegnungen am 30. November und 1. Dezember 2021.
| Datum                        |                              | Ergebnis        |                      |
| ---------------------------- | ---------------------------- | --------------- | -------------------- |
| 30. November 2021, 19:45 GMT | Cove Rangers                 | 5:1             | Glasgow Rangers U-21 |
| 30. November 2021, 19:45 GMT | Hamilton Academical          | 2:3             | FC Kilmarnock        |
| 30. November 2021, 19:45 GMT | Inverness Caledonian Thistle | 0:0 (4:5 i. E.) | Raith Rovers         |
| 1. Dezember 2021, 19:30 GMT  | Queen of the South           | 2:1             | Greenock Morton      |

## Halbfinale
Das Halbfinale wurde am 7. Juli 2021 ausgelost. Ausgetragen werden die Begegnungen am 1. und 2. März 2022.
| Datum                   |               | Ergebnis |                    |
| ----------------------- | ------------- | -------- | ------------------ |
| 1. März 2022, 19:30 GMT | Cove Rangers  | 0:1      | Queen of the South |
| 2. März 2022, 19:30 GMT | FC Kilmarnock | 1:2      | Raith Rovers       |

## Finale
| Raith Rovers                                                  | Raith Rovers | Queen of the South | Queen of the South |
| ------------------------------------------------------------- | --- | --- | ------------------ |
| Raith Rovers                                                  | \| 3. April 2022 um 16:15 Uhr BST in Airdrie (Excelsior Stadium) \| \| Ergebnis: 3:1 (1:1) \| \| Zuschauer: 4.452 \| \| Schiedsrichter: Grant Irvine \| \| Spielbericht \|                                                                             | \| 3. April 2022 um 16:15 Uhr BST in Airdrie (Excelsior Stadium) \| \| Ergebnis: 3:1 (1:1) \| \| Zuschauer: 4.452 \| \| Schiedsrichter: Grant Irvine \| \| Spielbericht \|                                                        | Queen of the South |
| Raith Rovers                                                  | Jamie MacDonald – Reghan Tumilty, Frankie Musonda, Liam Dick (83. David McKay), Sean Mackie – Aidan Connolly, Sam Stanton, Ross Matthews , Ethan Ross (87. Aaron Arnott) – Matej Poplatnik, Ethon Varian (56. Dario Zanatta) Cheftrainer: John McGlynn | Josh Rae – Alex Cooper, Euan East, Darragh O’Connor, Willie Gibson – Josh Todd , Harry Cochrane, Calvin McGrory, Lee Connelly (81. Kieran McKechnie) – Ally Roy, Ruari Paton (81. Rúben Soares Júnior) Cheftrainer: Willie Gibson | Queen of the South |
| Raith Rovers                                                  | 1:0 Matej Poplatnik (16.) 2:1 Matej Poplatnik (70.) 3:1 Ethan Ross (78.) | 1:1 Ally Roy (45.+3') | Queen of the South |
| Raith Rovers                                                  | Reghan Tumilty, Matej Poplatnik, Ethon Varian | | Queen of the South |
| 3. April 2022 um 16:15 Uhr BST in Airdrie (Excelsior Stadium) | | |                    |
| Ergebnis: 3:1 (1:1)                                           | | |                    |
| Zuschauer: 4.452                                              | | |                    |
| Schiedsrichter: Grant Irvine                                  | | |                    |
| Spielbericht                                                  | | |                    |